# Saint-Genix-sur-Guiers
Saint-Genix-sur-Guiers è un ex comune francese di 2 263 abitanti situato nel dipartimento della Savoia della regione dell'Alvernia-Rodano-Alpi. Nel suo territorio il fiume Guiers sfocia nel Rodano. Il 1º gennaio 2019 è stato unito con i comuni di Gresin e Saint-Maurice-de-Rotherens per formare il nuovo comune di Saint-Genix-les-Villages.

## Società

### Evoluzione demografica
Abitanti censiti

## Storia

### Periodo medievale
Il borgo di Saint-Genix fu un possesso degli Umbertini, futuri conti di Savoia, dall'XI secolo d.C.. La prima menzione della località è quella della chiesa e di una villa, del 1023, dal cartolario dell'abbazia di Saint-André-le-Bas di Vienne. L'origine del nome della parrocchia pare sia legato alla cristianizzazione della regione a partire dall'asse del Rodano Esso proviene certamente da San Genesio, che viene invocato contro le devastazioni delle acque.. 
La festa patronale ha luogo l'ultimo week-end d'agosto.

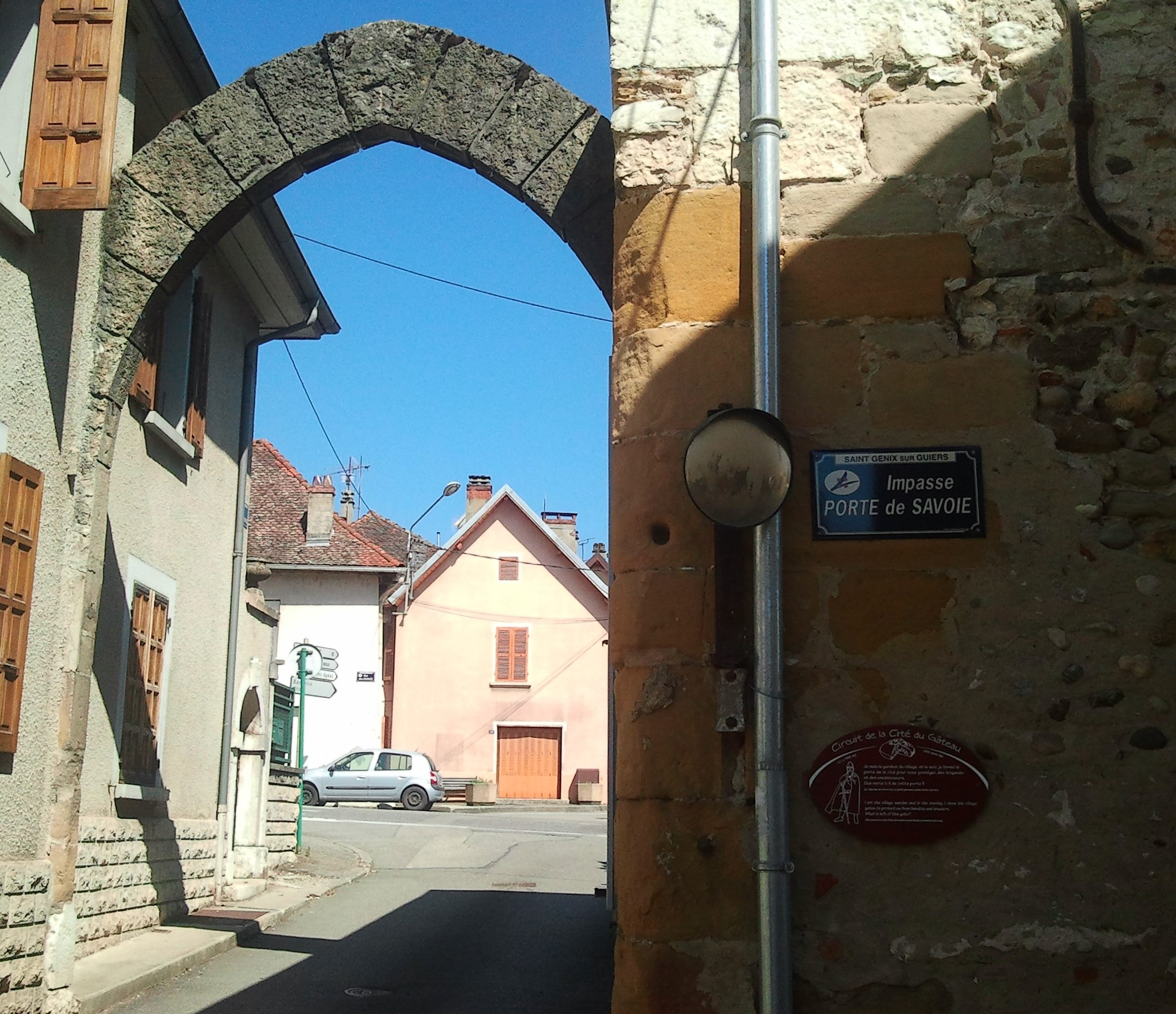
La Porte de Savoie a Saint-Genix-sur-Guiers

San Genesio (lat.: Sancti Genesii) fu oggetto nel 1023 di una « concessione » da parte di Burcardo alla chiesa di Vienne. Questa data è ritenuta quella della fondazione del priorato. Pare che questo accolga i corpi di Burcardo, fratello del conte Umberto dalle Bianche Mani, e di Aymone, figlio del primo. Umberto riposerà nel priorato, vicino alle Scale.
Il castrum, detto castello di Saint-Genix, viene citato per la prima volta nel XIII secolo, il 4 gennaio 1244. Si tratta di una donazione dell'insieme dei diritti sul castello e della castellania di Saint-Genix da parte di Margherita di Ginevra e di suo figlio, il conte Amedeo IV di Savoia, ai loro figli e fratello, Tommaso II di Savoia. Nel 1286, i castrum et burgum sono menzionati in un arbitraggio che vedeva opposto il conte Amedeo V di Savoia a suo fratello Luigi. Si tratta di un castello comitale, poiché esso appartiene direttamente agli Umbertini, conti di Savoia. Pare che fosse integrato all'interno della cinta che proteggeva il borgo.
Tra il 1232 e il 1257 o  1259-1282, forse 1270.  (Ruth Mariotte Löber, 1973), il borgo ottenne delle franchigie. Tra il 1259 e il 1282 (1270 ?), Beatrice Fieschi, vedova del signore del Piemonte, Tommaso II di Savoia, e il loro figlio, Tommaso III di Savoia, concessero questa carta di franchigia al borgo di Saint-Genix-sur-Guiers. Un mercato fu istituito tra il 1259 e il 1282.
Il 29 giugno 1586, vendita e infeudamento di Yenne e Saint-Genix, da parte del duca di Savoia Carlo Emanuele, a Louis de Poupet de Courgenon, conte di La Baulme-Saint-Amour, per 15 000 scudi d'oro, e l'erezione a marchesato di Yenne e di Saint-Genix in riconoscimento dei suoi servizi militari e diplomatici. Suo figlio, Emanuele Filiberto, capitano di cavalleria, morto nel 1622, e suo nipote, Carlo Eugenio d'Arenberg, governatore generale della Franca Contea nel 1668, presero entrambi il titolo di marchese di Yenne e di Saint-Genix. Ma la cessione, fatta al loro padre e avolo nel 1586, non essendo stata registrata dalla Camera dei conti e il prezzo della vendita non versato, la terra di Yenne, come quella di Saint-Genix, rimasero al sovrano.
A seguito del trattato di Lione del 1601, volendo fra le altre la cessione del Bugey alla Francia, Saint-Genix divenne una città di frontiera su due lati (sud e ovest). Il 20 marzo 1603, i Geinevrini, in guerra con il duca Carlo Emanuele, s'impadronirono della città, che non restituirono fino al trattato di San Giuliano, firmato il 21 luglio 1603.

### Periodo contemporaneo
Il 1º gennaio 2019, ebbe luogo la fusione con i comuni di Gresin e di Saint-Maurice-de-Rotherens per formare il nuovo comune di Saint-Genix-les-Villages, la cui creazione è attestata da un decreto prefettizio del 23 ottobre 2018.